# Pascal Dupuis
Vous lisez un « bon article » labellisé en 2011.
Pour les articles homonymes, voir Dupuis (homonymie).
Pascal Dupuis (né le 7 avril 1979 à Laval situé dans la province de Québec au Canada) est un joueur professionnel canadien de hockey sur glace évoluant dans la Ligue nationale de hockey.
Après avoir joué dans la Ligue de hockey junior majeur du Québec pendant quatre saisons, il rejoint en tant qu'agent libre et pour cinq saisons et demie le Wild du Minnesota de la Ligue nationale de hockey. Par la suite, il joue avec les Rangers de New York puis avec les Thrashers d'Atlanta avant de rejoindre en février 2008 les Penguins de Pittsburgh. La saison suivante, en 2008-2009, il remporte avec les Penguins la Coupe Stanley. Il met fin à sa carrière en 2015 après plusieurs problèmes de santé.

## Carrière

### Son enfance et ses débuts

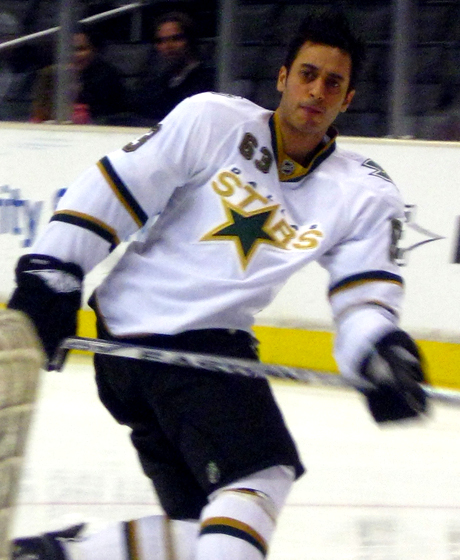
En 1998-1999, Mike Ribeiro (ici en photographie avec les Stars de Dallas) est le meilleur pointeur de la LHJMQ.

Pascal Dupuis naît le 7 avril 1979 à Laval, ville située dans la province de Québec alors que cinq ans plus tôt, son père, Claude Dupuis, est repêché par les Nordiques de Québec lors du huitième tour du repêchage amateur de 1974 de l'Association mondiale de hockey – Claude Dupuis ne joue finalement jamais dans l'AMH et ne connaît que quelques matchs dans la Ligue internationale de hockey.
Pascal Dupuis grandit en idolâtrant Michel Goulet et les Nordiques puis rejoint en 1995-1996 les Laval-Laurentides, équipe midget du Québec. Tout comme son père quelques années plus tôt, il joue son hockey junior dans la Ligue de hockey junior majeur du Québec (également désignée par le sigle LHJMQ). Il rejoint les Huskies de Rouyn-Noranda en 1996-1997 et joue un peu plus de la moitié des matchs de l'équipe qui termine avant-dernière de toute la LHJMQ. Au cours de la saison suivante, Dupuis rejoint les Cataractes de Shawinigan et avec eux, il joue pour la première fois les séries de la ligue junior mais son équipe est éliminée dès le premier tour par les Foreurs de Val-d'Or en six matchs.
En 1998-1999, les Cataractes terminent en tête de la division Lebel et sont ainsi qualifiés directement pour les demi-finales de division en évitant le premier tour. À la surprise générale, l'équipe de Dupuis est éliminée en six matchs par les Olympiques de Hull, sixièmes de la division lors de la saison régulière. Avec seulement cinquante-sept matchs joués au cours de la saison régulière, Pascal Dupuis est tout de même le quatrième pointeur de l'équipe avec soixante-douze points – il compte ainsi une trentaine de points de moins que le meilleur de l'équipe, Jean-Philippe Paré.
Lors de la saison 1999-2000, il connaît sa meilleure saison offensive inscrivant cinquante buts et obtenant un total de cent-cinq points, deuxième meilleur pointeur de l'équipe derrière Dominic Forget et meilleur buteur. Les Cataractes finissent premiers de la division Centrale dans la conférence Lebel puis passent le premier tour des séries en six matchs. Les Voltigeurs de Drummondville éliminent Dupuis et les siens au second tour en sept matchs.

### Avec le Wild du Minnesota

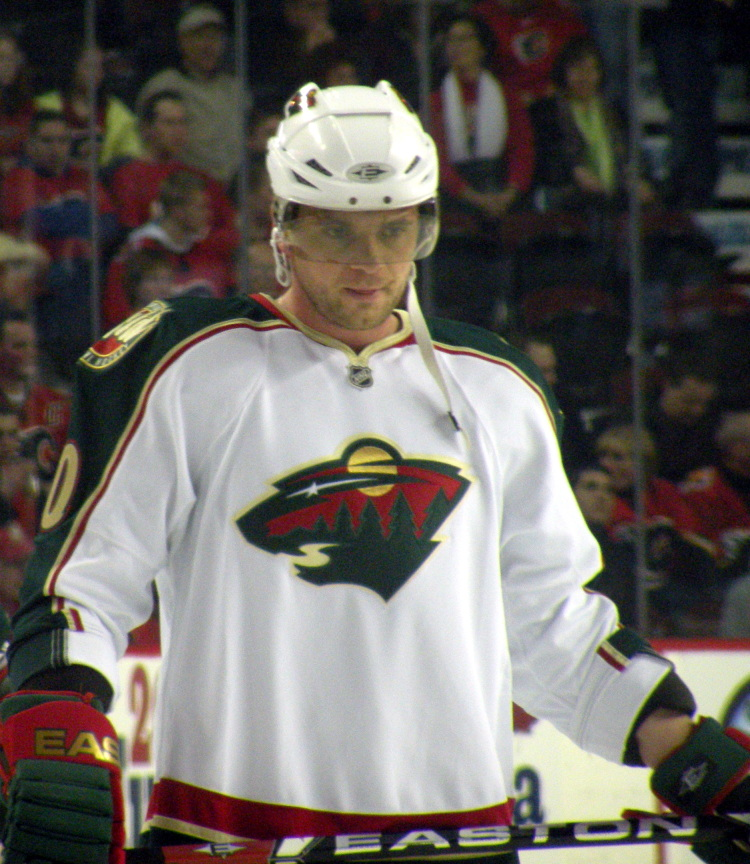
Entre 2001 et 2007, Dupuis et Marián Gáborík (ici en photographie) jouent ensemble avec le Wild du Minnesota.

Dupuis est alors âgé de 21 ans et n'a jamais été choisi lors d'un repêchage de la Ligue nationale de hockey. Malgré tout, sa bonne saison 1999-2000 attire l'attention de la nouvelle franchise de la LNH, le Wild du Minnesota qui lui offre un contrat. Il devient joueur professionnel et rejoint l'équipe-école du Wild, les Lumberjacks de Cleveland qui jouent dans la Ligue internationale de hockey. Il joue la quasi-totalité de la saison dans la LIH mais fait tout de même ses débuts avec le Wild dans la LNH en jouant les quatre derniers matchs de la saison. Sa première apparition dans la LNH a lieu le 2 avril 2001 contre les Sharks de San José et il inscrit un but malgré la défaite 4-2 des siens. La saison suivante, il devient joueur à temps plein pour le Wild alors que ce dernier ne se qualifie pas pour les séries.
Durant la saison 2002-2003, il marque vingt buts et enregistre un total de quarante-huit points durant la saison en ne manquant que deux rencontres. Il est ainsi le deuxième pointeur de l'équipe derrière Marián Gáborík alors que le Wild termine sixième de l'association de l'Ouest et se qualifie pour les séries éliminatoires de la Coupe Stanley. Au cours de celles-ci, le Wild élimine tour à tour l'Avalanche du Colorado et les Canucks de Vancouver, à chaque fois en sept rencontres avant de tomber en finale de l'association contre les Ducks d'Anaheim.
La production de l'ailier gauche québécois chute en 2003-2004 avec seulement vingt-six points en une soixantaine de matchs joués ; l'équipe ne réitère pas sa prestation de l'année précédente et ne parvient pas à se qualifier pour les séries. La saison 2004-2005 de la LNH est annulée en raison d'un lock-out et Dupuis décide de tenter sa chance en Europe en janvier 2005. Il rejoint ainsi les rangs du HC Ajoie, qui évolue dans la Ligue nationale B en Suisse pour huit rencontres de la saison régulière. L'équipe termine à la dernière place du classement et Dupuis aide le club à garder sa place en LNB en jouant les six rencontres des playoffs et en inscrivant six buts et huit aides.

### Quatre équipes en deux saisons
Il revient dans la LNH pour la saison suivante, une saison sans séries, puis il signe une prolongation de contrat avec le Wild en juillet 2006 pour une nouvelle année mais ne reste avec la franchise du Minnesota que jusqu'au milieu de la saison 2006-2007. En effet, l'équipe l'échange le 9 février 2007 après quarante-huit matchs aux Rangers de New York en retour de Adam Hall. Il inscrit un but lors de son premier match avec les Rangers mais ne joue que six rencontres avec la formation de New York avant d'être échangé, avec le futur choix du troisième tour des Rangers au repêchage 2007, aux Thrashers d'Atlanta en retour d'Alex Bourret. Une fois encore, il marque son premier but lors de son premier match avec les Thrashers. Au printemps, il prend part aux quatre premiers matchs de l'histoire des Thrashers en séries éliminatoires, amassant un but et trois points malgré les quatre défaites de son équipe contre les Rangers. Dupuis commence la saison 2007-2008 avec Atlanta mais il change une nouvelle fois d'équipe le 26 février 2008. Il est échangé en compagnie de Marián Hossa aux Penguins de Pittsburgh en retour de Colby Armstrong, Erik Christensen, Angelo Esposito et d'un choix de premier tour au repêchage de 2008.

### Première finale de la Coupe Stanley

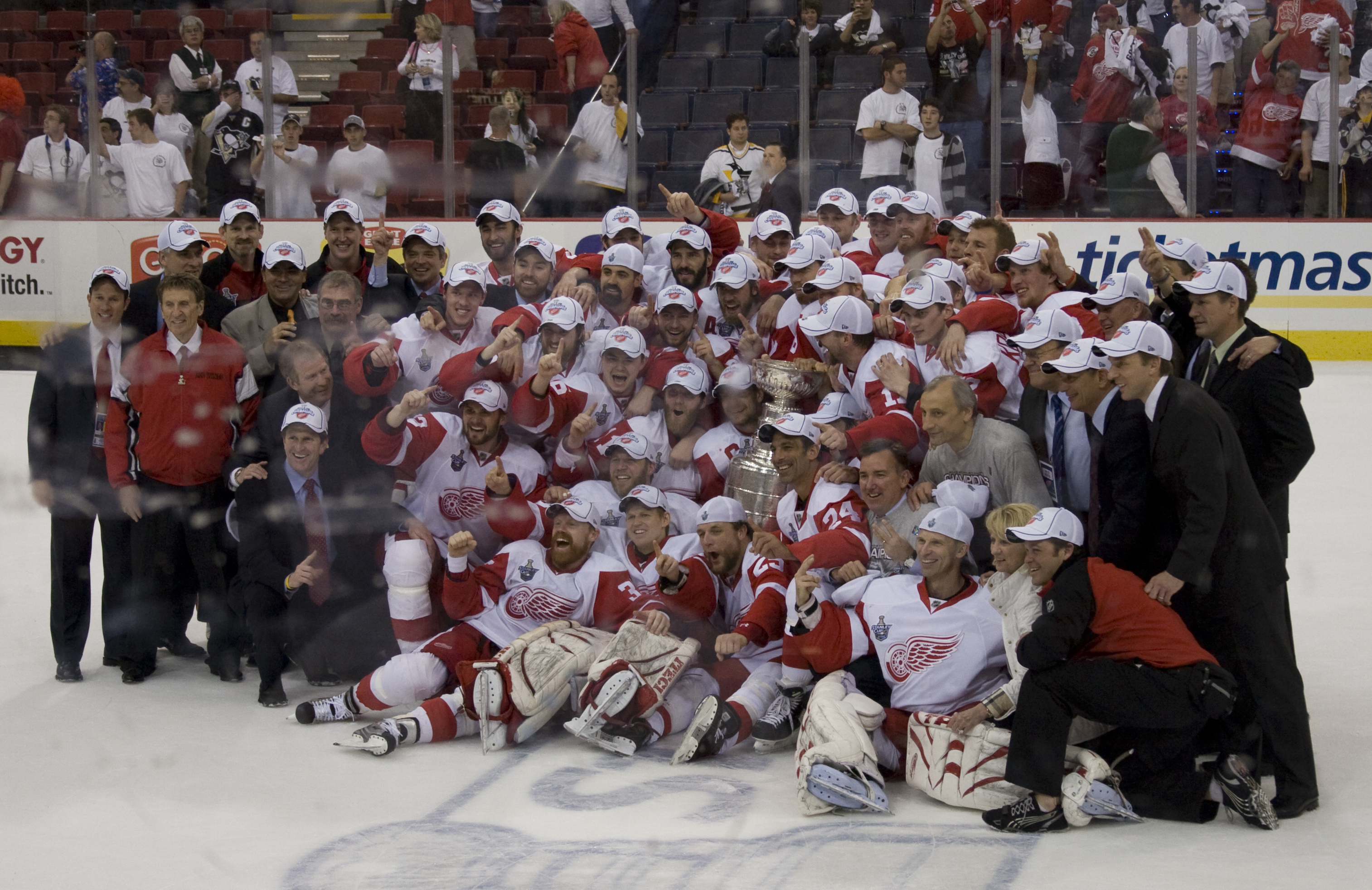
En 2007-2008, les Penguins perdent en finale de la Coupe Stanley contre les Red Wings de Détroit.

Dupuis rejoint donc l'équipe de Pittsburgh qui compte dans ses rangs le jeune Sidney Crosby, capitaine de l'équipe, et également Ievgueni Malkine, mais qui manque de joueurs pour épauler les deux joueurs vedettes sur les ailes. Pour la quatrième fois de sa carrière, il inscrit son premier but avec sa nouvelle dès son premier match. En seize rencontres, Dupuis marque douze points et l'équipe se qualifie pour les séries en décrochant la première place de la division Atlantique.
Les Penguins parviennent en finale de la Coupe Stanley en battant tour à tour les Sénateurs, 4 matchs 0, les Rangers de New York, 4-1 et enfin les Flyers de Philadelphie, également en cinq matchs. Ils rencontrent en finale de la Coupe les Red Wings de Détroit, champions de la saison régulière. Les deux premiers matchs sont joués à Détroit et Chris Osgood blanchit à deux reprises les Penguins 4-0 et 3-0. Pittsburgh reprend espoir en gagnant la troisième rencontre 3-2 avec deux buts de Crosby mais ils concèdent la défaite lors de la quatrième date. Lors du cinquième match, trois prolongations sont nécessaires et un but de Petr Sýkora pour voir les Penguins l'emporter. Finalement, les Red Wings l'emportent lors du sixième match sur la glace de Pittsburgh et remportent leur onzième Coupe Stanley.

### La Coupe Stanley

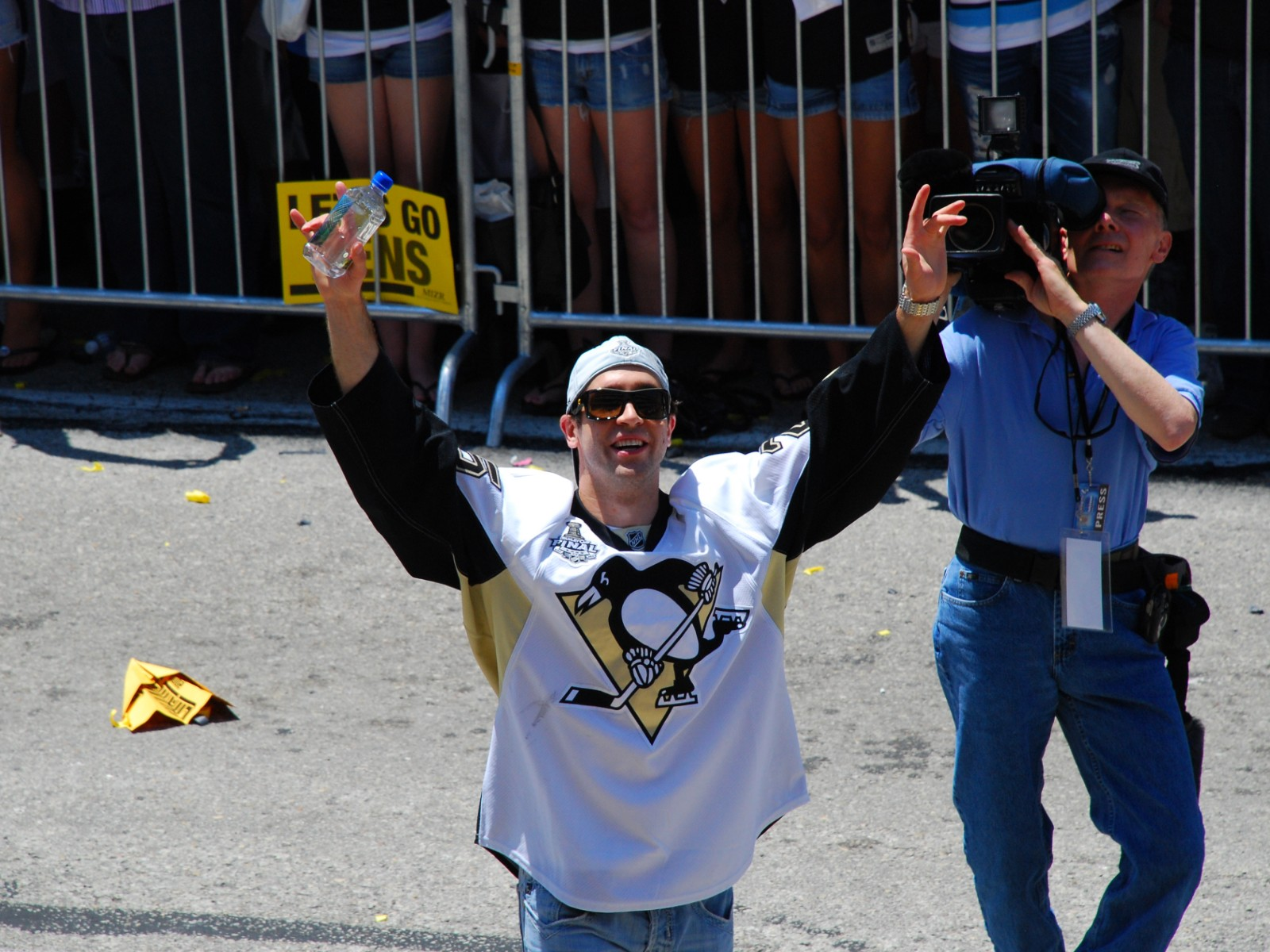
Comme Dupuis, Maxime Talbot (ici en photographie) est un des Québécois de l'équipe des Penguins de Pittsburgh.

Hossa quitte les Penguins lors de l'intersaison pour rejoindre les champions en titre alors que Dupuis lui décide de rester au sein de la franchise et le 1er juillet 2008, il signe une extension de contrat de trois saisons avec l'équipe. En début de saison, le 11 décembre, lors d'un match contre les Islanders de New York, Dupuis et Petr Sýkora inscrivent tous les deux le premier coup du chapeau de leur carrière lors d'une victoire 9-2. En février, lors d'une victoire 5-4 contre les Flyers de Philadelphie, il réalise la centième passe décisive de sa carrière puis un mois plus tard, le 28 mars, il joue son cinq-centième match dans la grande ligue. Le 5 avril, à quelques matchs de la fin de la saison, il inscrit un but pour son deux-centième point depuis ses débuts. À la fin du calendrier, les Penguins sont classés à la deuxième place de la division derrière les Devils du New Jersey avec sept points de retard, quatrième équipe de la conférence.
En séries, les Penguins éliminent au premier tour les Flyers en six matchs alors que lors du dernier match ils sont menés au score 3-0 avant de revenir au jeu, le réveil étant sonné par un combat entre Maxime Talbot, autre québécois des Penguins, et Dan Carcillo des Flyers. Au tour suivant, Dupuis et ses coéquipiers affrontent les Capitals de Washington emmenés par Ovetchkine. La série se prolonge jusqu'au septième match grâce à notamment une prestation de Semion Varlamov dans les buts des Capitals ainsi qu'aux talents offensifs de Crosby et Ovetchkine ; le septième match décisif a lieu dans la salle de Washington et après 31 minutes de jeu, les Penguins mènent déjà 5-0. Ils remportent le match et la qualification sur le score de 6 buts à 2.
La finale de conférence est jouée contre les Hurricanes de la Caroline mais ces derniers perdent totalement pied en étant éliminés en quatre matchs. Contrairement à la saison précédente et à la superstition de la LNH, Crosby en accord avec le vétéran Bill Guerin décide de toucher le trophée Prince de Galles remis au champion de la conférence. Les Penguins retrouvent les champions en titre en finale de la Coupe Stanley, les Red Wings de Détroit. Après les deux premières rencontres et deux défaites de Pittsburgh 1-3, la finale semble prendre le même chemin que la saison passée mais les Penguins gagnent les deux matchs chez eux 4-2. Osgood blanchit les Penguins lors de la cinquième date, 5-0, puis Pittsburgh gagne 2-1 le sixième match. La finale se joue donc au terme d'un septième match joué à Détroit le 12 juin et Dupuis soulève la Coupe Stanley à la suite d'une victoire 2-1 des siens grâce à un doublé de Talbot. Dupuis est également un des six Québécois avec Marc-André Fleury, Talbot, Kristopher Letang, Philippe Boucher et Mathieu Garon à remporter la Coupe Stanley avec les Penguins cette saison ; c'est le plus grand nombre de joueurs québécois depuis les Canadiens de Montréal en 1993.

### Les années suivantes
Comme tous les joueurs champions de la Coupe Stanley, Dupuis a droit à une journée entière pour profiter du trophée ; ainsi début août, il accueille la Coupe Stanley dans la ville de Boisbriand à quelques kilomètres de Montréal, au Québec. Dupuis et les joueurs des Penguins rencontrent le Président des États-Unis, Barack Obama, le 10 septembre 2009 dans la Maison-Blanche avant d'attaquer la saison 2009-2010. Le 14 novembre 2010, il inscrit les quatre-vingt-dix-neuvième et centième buts de sa carrière contre les Bruins de Boston, dont le but de la victoire en prolongation. Le 8 avril 2010, les Penguins jouent le dernier match de leur histoire dans le Mellon Arena – patinoire des Penguins destinée à l'abandon à l'issue de la saison – et ils remportent la rencontre 7-3. Le dernier but est inscrit par Guerin sur une passe décisive de Dupuis.
Les Penguins terminent à la deuxième place de la division et sont qualifiés pour les séries de la Coupe. Ils rencontrent une nouvelle fois les Sénateurs lors du premier tour et en viennent à bout en six matchs mais au cours du deuxième tour, ils sont éliminés en sept matchs par les Canadiens de Montréal.
La saison 2010-2011 des Penguins est gâchée par les blessures des joueurs de l'équipe. Ainsi Jordan Staal rate tout le début de la saison ; quand il revient au jeu en janvier, c'est au tour de Crosby puis de Malkine d'être blessés. Ils manquent tous les deux la fin de saison mais malgré tout, Crosby finit meilleur pointeur de l'équipe avec soixante-six points. En novembre, Dupuis joue son six-centième match de carrière dans la LNH. Deuxième de la division Atlantique, l'équipe de Pittsburgh perd au premier tour des séries en sept rencontres contre le Lightning de Tampa Bay. Au cours de la saison, en décembre 2011, il inscrit le 300e point de sa carrière puis joue son 700e match.
Le 28 juin 2011, il signe une prolongation de contrat de deux saisons avec Pittsburgh pour une valeur moyenne de 1,5 million de dollars par saison. Les Penguins de Pittsburgh sont classés quatrièmes de l'association de l'Est à l'issue de la saison régulière 2011-2012 et commencent les séries éliminatoires de la Coupe Stanley à domicile contre les Flyers de Philadelphie. Au bout de trois rencontres, les Penguins n'ont pas remporté une seule partie et ils sont finalement éliminés en six rencontres par l'autre équipe de la Pennsylvanie. D'un point de vue personnel, Dupuis connaît sa meilleure saison avec 59 points dont 25 buts.
La saison suivante ne débute que le 19 janvier en raison d'un lock-out qui annule toute la première partie du calendrier. Pendant que d'autres joueurs de la LNH rejoignent des championnats européens de hockey, Dupuis décide de rester en Amérique afin de s'entraîner avec ses coéquipiers, Chris Kunitz et Crosby, et ainsi d'améliorer leur complicité sur la glace. Leurs efforts sont couronnés de succès quand le 30 mars, Crosby et Kunitz sont, respectivement, premier et troisième au classement des meilleurs pointeurs de la ligue.
L'équipe se classe à la première place de la division mais également de l'association et élimine au premier tour les Islanders de New York, 4-2, puis les Sénateurs d'Ottawa, 4-1. En finale de l'association de l'Est, les Penguins font face aux Bruins de Boston, quatrièmes du classement de l'Est. Malgré cette différence de classement, l'équipe de Crosby est éliminée en quatre matchs sans réponse.

### La maladie
Dupuis commence la saison 2013-2014 avec les Penguins et compte sa 200e mention d'aide le 3 octobre contre les Devils du New Jersey puis deux jours plus tard participe à son 800e match dans la LNH. Il se blesse le 23 décembre lors d'un match à Ottawa contre les Sénateurs. Son coéquipier Crosby subit une mise en échec et les deux joueurs rentrent en collision. Sur le coup, le genou droite de Dupuis subit la majorité de l'impact et il se déchire ainsi plusieurs ligaments : le ligament croisé antérieur, le ligament croisé postérieur et le ligament collatéral tibial. Quatre jours plus tard, les Penguins le placent sur la liste des joueurs blessés de l'équipe.
Quelques jours plus tard, alors qu'il attend pour être opéré à Pittsburgh, il se rend tout de même à la patinoire pour faire une séance de musculation. Au cours de celle-ci, il ressent une douleur intense à la poitrine mais pensant à une côte fêlée, il va jusqu'au bout de ses exercices. Au cours des jours qui suivent, il souffre de plus en plus et tousse beaucoup chaque nuit quand il est couché. Sur l'insistance de sa femme puis de son docteur, il se rend à l'hôpital le 2 janvier et est examiné par plusieurs médecins qui lui annoncent qu'il a une embolie pulmonaire. Dupuis suit donc un traitement en cachant son problème à tous sauf à sa famille. En juillet 2014, il est guéri et son genou est également rétabli, il peut donc reprendre l'entraînement et retourne jouer avec les Penguins pour la saison suivante. Pour le 12e match de la saison, l'équipe se rend à Winnipeg pour affronter les Jets mais lors de l'entraînement d'avant match, il ressent une nouvelle douleur intense dans la poitrine. Il ment encore une fois à toute son équipe, affirmant qu'il a dû se prendre un palet et joue encore cinq matchs. Il joue ainsi son meilleur match de la saison contre Toronto en inscrivant les deux buts de son équipe qui s'impose 2-1. Il joue son dernier match de la saison le 15 novembre puis se décide à parler de la douleur qui ne le quitte quasiment plus aux docteurs de l'équipe. Il se rend une nouvelle fois à l'hôpital et le résultat du scanner est le même que la première fois : l'embolie pulmonaire est encore là et une artères d'un de ses poumons est obstruée. Il passe le reste de la saison à récupérer,.
Il revient au jeu pour la saison 2015-2016 mais après plusieurs matchs manqués en raison de problèmes de santé, il met fin à sa carrière le 8 décembre 2015 après avoir participé à 18 rencontres

## Vie privée
Pascal Dupuis est marié avec Carole-Lyne et ensemble ils ont quatre enfants : trois filles nommées Maeva (née en 2004), Zoé (née le 24 mars 2008 à Atlanta) et enfin Lola née le 3 novembre 2010. Ils ont également un garçon, Kody, né le 9 février 2006.

## Statistiques
| Saison     | Équipe                   | Ligue      |     | Saison régulière | Saison régulière | Saison régulière | Saison régulière | Saison régulière | Saison régulière |    | Séries éliminatoires | Séries éliminatoires | Séries éliminatoires | Séries éliminatoires | Séries éliminatoires | Séries éliminatoires |
| Saison     | Équipe                   | Ligue      | PJ  | B                | A                | Pts              | Pun              | +/-              | PJ               | B  | A                    | Pts                  | Pun                  | +/-                  |                      |                      |
| 1996-1997  | Huskies de Rouyn-Noranda | LHJMQ      | 44  | 9                | 15               | 24               | 20               | -                | -                | -  | -                    | -                    | -                    | -                    |                      |                      |
| 1997-1998  | Huskies de Rouyn-Noranda | LHJMQ      | 39  | 9                | 17               | 26               | 36               | -                | -                | -  | -                    | -                    | -                    | -                    |                      |                      |
| 1997-1998  | Cataractes de Shawinigan | LHJMQ      | 28  | 7                | 13               | 20               | 10               | -                | 6                | 2  | 0                    | 2                    | 4                    | -                    |                      |                      |
| 1998-1999  | Cataractes de Shawinigan | LHJMQ      | 57  | 30               | 42               | 72               | 118              | -                | 6                | 1  | 8                    | 9                    | 18                   | -                    |                      |                      |
| 1999-2000  | Cataractes de Shawinigan | LHJMQ      | 61  | 50               | 55               | 105              | 99               | -                | 13               | 15 | 7                    | 22                   | 4                    | -                    |                      |                      |
| 2000-2001  | Lumberjacks de Cleveland | LIH        | 70  | 19               | 24               | 43               | 37               | -                | 4                | 0  | 0                    | 0                    | 0                    | -                    |                      |                      |
| 2000-2001  | Wild du Minnesota        | LNH        | 4   | 1                | 0                | 1                | 4                | 0                | -                | -  | -                    | -                    | -                    | -                    |                      |                      |
| 2001-2002  | Wild du Minnesota        | LNH        | 76  | 15               | 12               | 27               | 16               | -10              | -                | -  | -                    | -                    | -                    | -                    |                      |                      |
| 2002-2003  | Wild du Minnesota        | LNH        | 80  | 20               | 28               | 48               | 44               | +17              | 16               | 4  | 4                    | 8                    | 8                    | 0                    |                      |                      |
| 2003-2004  | Wild du Minnesota        | LNH        | 59  | 11               | 15               | 26               | 20               | +5               | -                | -  | -                    | -                    | -                    | -                    |                      |                      |
| 2004-2005  | HC Ajoie                 | LNB        | 8   | 5                | 5                | 10               | 26               | -                | 6                | 6  | 8                    | 14                   | 8                    | -                    |                      |                      |
| 2005-2006  | Wild du Minnesota        | LNH        | 67  | 10               | 16               | 26               | 40               | -10              | -                | -  | -                    | -                    | -                    | -                    |                      |                      |
| 2006-2007  | Wild du Minnesota        | LNH        | 48  | 10               | 3                | 13               | 38               | -7               | -                | -  | -                    | -                    | -                    | -                    |                      |                      |
| 2006-2007  | Rangers de New York      | LNH        | 6   | 1                | 0                | 1                | 0                | -4               | -                | -  | -                    | -                    | -                    | -                    |                      |                      |
| 2006-2007  | Thrashers d'Atlanta      | LNH        | 17  | 3                | 2                | 5                | 4                | -6               | 4                | 1  | 2                    | 3                    | 4                    | +2                   |                      |                      |
| 2007-2008  | Thrashers d'Atlanta      | LNH        | 62  | 10               | 5                | 15               | 24               | -4               | -                | -  | -                    | -                    | -                    | -                    |                      |                      |
| 2007-2008  | Penguins de Pittsburgh   | LNH        | 16  | 2                | 10               | 12               | 8                | +4               | 20               | 2  | 5                    | 7                    | 18                   | +5                   |                      |                      |
| 2008-2009  | Penguins de Pittsburgh   | LNH        | 71  | 12               | 16               | 28               | 30               | +1               | 16               | 0  | 0                    | 0                    | 8                    | -5                   |                      |                      |
| 2009-2010  | Penguins de Pittsburgh   | LNH        | 81  | 18               | 20               | 38               | 16               | +5               | 12               | 2  | 5                    | 7                    | 4                    | +6                   |                      |                      |
| 2010-2011  | Penguins de Pittsburgh   | LNH        | 81  | 17               | 20               | 37               | 59               | +16              | 7                | 1  | 0                    | 1                    | 2                    | -2                   |                      |                      |
| 2011-2012  | Penguins de Pittsburgh   | LNH        | 82  | 25               | 34               | 59               | 34               | +18              | 6                | 2  | 4                    | 6                    | 0                    | 0                    |                      |                      |
| 2012-2013  | Penguins de Pittsburgh   | LNH        | 48  | 20               | 18               | 38               | 26               | +31              | 15               | 7  | 4                    | 11                   | 12                   | +2                   |                      |                      |
| 2013-2014  | Penguins de Pittsburgh   | LNH        | 39  | 7                | 13               | 20               | 8                | +6               | -                | -  | -                    | -                    | -                    | -                    |                      |                      |
| 2014-2015  | Penguins de Pittsburgh   | LNH        | 16  | 6                | 5                | 11               | 4                | +2               | -                | -  | -                    | -                    | -                    | -                    |                      |                      |
| 2015-2016  | Penguins de Pittsburgh   | LNH        | 18  | 2                | 2                | 4                | 12               | -1               | -                | -  | -                    | -                    | -                    | -                    |                      |                      |
| Totaux LNH | Totaux LNH               | Totaux LNH | 871 | 190              | 219              | 409              | 387              | +63              | 97               | 19 | 25                   | 44                   | 56                   | +7                   |                      |                      |

## Trophées et honneurs personnels

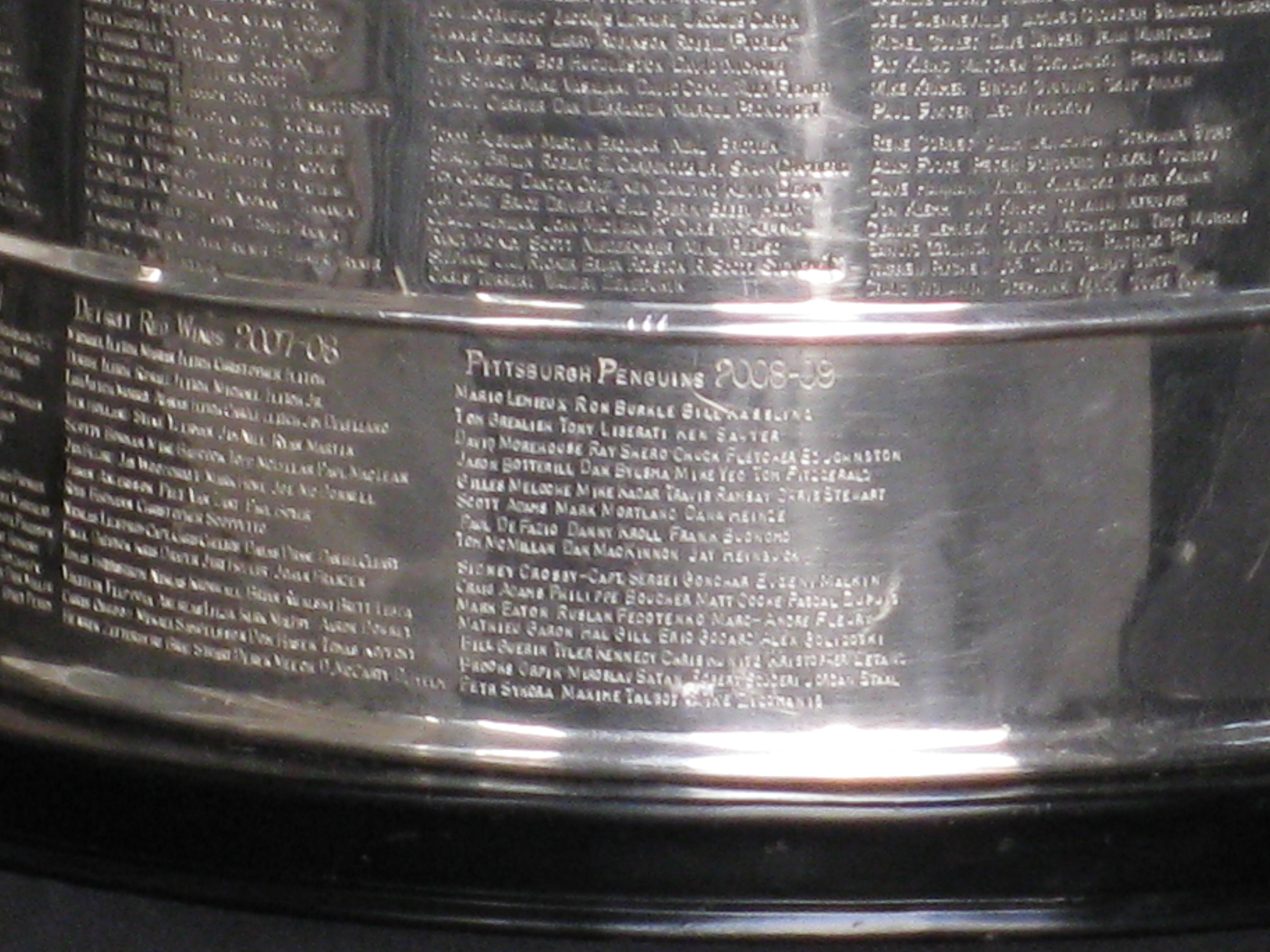
La Coupe Stanley et l'effectif des Penguins 2008-2009 gravé.

- 2008-2009 : Coupe Stanley avec les Penguins de Pittsburgh
- 2015-2016 : Coupe Stanley avec les Penguins de Pittsburgh

## Transactions en carrière
- 18 août 2000, signe à titre d'agent libre avec le Wild du Minnesota.
- 14 janvier 2005, signe à titre d'agent libre avec le HC Ajoie (LNB).
- 9 février 2007, échangé aux Rangers de New York en retour d'Adam Hall.
- 27 février 2007, échangé aux Thrashers d'Atlanta avec le choix de troisième tour des Rangers au repêchage de 2007 en retour d'Alex Bourret.
- 26 février 2008, les Thrashers l'envoient avec Marián Hossa aux Penguins de Pittsburgh en retour de Colby Armstrong, Erik Christensen, Angelo Esposito et d'un choix de premier tour au repêchage de 2008.